# General Electric F110
F110 — турбовентиляторный двигатель производства General Electric. Выпущено 2900 шт.

## История

### F-14
Самолёт F-14A начал эксплуатироваться военно-морским флотом США в 1973 г. Вначале на нём был установлен двигатель Pratt & Whitney TF30. В конце десятилетия из-за проблем с этим двигателем и сходными проблемами с двигателем Pratt & Whitney F100 на самолётах F-15 и F-16 Министерство обороны США начало использовать усовершенствованный двигатель TF30-P-414As. Эти двигатели позволили решить эксплуатационные проблемы, однако, их экономичность и тяга остались на прежнем уровне в сравнении с исходной моделью. То есть, были значительно ниже тех требований, под которые, собственно, и создавался самолет F-14.
В связи с этим в 1979 г. для установки на F-14 был выбран вариант двигателя GE F101, получивший обозначение F101-X. Позже этот двигатель был назван F110-GE-400.
Двигатель F110 имел значительно лучшие характеристики, чем TF30, а также более совершенное конструктивное исполнение. Так, он обеспечивал форсажную тягу в 10605 кгс (23400 фунт-силы) на уровне моря. Которая возрастала до 13664 кгс (30200 футн-силы) при скорости Мах=0,9.
Компрессор не разделён на каскады, количество ступеней уменьшено до 9. Рабочие лопатки турбины могут заменяться индивидуально. Благодаря наличию бо́льшей тяги, чем у TF30, двигатель F110 обеспечивает взлёт самолёта с катапульты авианосца без форсажа.
Самолеты, оснащенные двигателями F110-GE-400, получили обозначение F-14B. Эти же двигатели устанавливались и на окончательный вариант самолета - F-14D.

### F-15
Два двигателя F110-GE-129 с тягой 131 кН установлены на самолётах F-15K ВВС Южной Кореи. До этого все самолёты F-15 были оснащены двигателями производства Pratt & Whitney. Также двигатель F110-GE-129 был выбран для самолётов F-15SG ВВС Сингапура.

### F-16
Вначале на самолётах F-16 были установлены двигатели Pratt & Whitney F100. Для снижения стоимости, в 1984 г. был выбран альтернативный вариант с использованием двигателя F-110. В настоящее время 86% самолётов F-16C/D ВВС США оснащены двигателями GE.
Тяга F-110 на 22 кН больше, чем у F100 (англ. F100).

## Модификации
F110-GE-100 1984 год. 2-х каскадный компрессор 3/9, с двумя турбинами 1/2, диаметр 1,18 м, длина 4,62 м. Тяга 12 700 кгс.
F110-GE-129 1992 год, тяга на форсаже 13 150 кгс, степень сжатия 30,7.
F110-GE-132 2003 год. 3 ступени КНД выполнены по технологии блиск, тяга 14 500 кгс.
F110-GE-400 1987 год. Длина увеличена до 5,9 м, тяга 12 700 кгс.

## Технические характеристики двигателя F110-GE-400[2]
| Характеристика                       | Значение |
| ------------------------------------ | -------- |
| Тяга:, кгс                           |          |
| на форсированном режиме              | 12500    |
| на нефорсированном режиме            | 10500    |
| Удельный расход топлива:, (кг/ч)/кгс |          |
| на форсированном режиме              | 1,95     |
| на нефорсированном режиме            | 0,69     |
| Расход воздуха, кг/сек               | 120      |
| Полная степень повышения давления    | 30,4     |
| Степень двухконтурности              | 0,85     |
| Температура газов перед турбиной, К  | 1923     |
| Количество ступеней:                 |          |
| вентилятора                          | 3        |
| компрессора                          | 9        |
| турбины компрессора                  | 1        |
| турбины вентилятора                  | 2        |
| Сухая масса двигателя, кг            | 1740     |
| Габаритные размеры двигателя:, м     |          |
| диаметр                              | 1,2      |
| длина                                | 5,9      |